# La Cabanasse
La Cabanasse (em catalão:  La Cabanassa) é uma comuna francesa na região administrativa da Occitânia, no departamento dos Pirenéus Orientais. Estende-se por uma área de 3.26 km², e possui 681 habitantes, segundo o censo de 2018, com uma densidade de 210 hab/km².